# Martie 1997
Acest articol este generat integral pe baza informațiilor din articolul 1997 și este actualizat periodic de un robot.
 Editările făcute în articol vor fi șterse la următoarea actualizare! Dacă doriți să faceți modificări, editați articolul-sursă.

ianuarie -
februarie -
martie -
aprilie -
mai -
iunie -
iulie -
august -
septembrie -
octombrie -
noiembrie -
decembrie
Martie 1997 a fost a treia lună a anului și a început într-o zi de sâmbătă.

## Evenimente
- 20 martie-23 martie: S-a desfășurat, la București, Forumul Crans Montana.
- 22 martie: Cometa Hale–Bopp, clasată printre primele opt ale secolului ca mărime și luminozitate, s-a aflat cel mai aproape de Pământ.
- 27 martie: Tara Lipinski, în vârstă de 14 ani devine cea mai tânără campioană a lumii la patinaj artistic.

## Nașteri
- 2 martie: Becky G (n. Rebbeca Marie Gomez), actriță și cântăreață și compozitoare americană
- 2 martie: Bogi (n. Dallos-Nyers Boglárka), cântăreață maghiară
- 3 martie: Karla Camila Cabello Estrabao, cântăreață cubaneză
- 21 martie: Martina Stoessel, actriță și cântăreață argentiniană
- 29 martie: Arón Piper, actor germano-spaniol

## Decese
Robert Henry Dicke, 80 ani, fizician american (n. 1916)
Martin Kippenberger, 44 ani, artist german (n. 1953)
Edward Mills Purcell, 84 ani, fizician american laureat al Premiului Nobel (1952), (n. 1912)
Amos Tutuola, scriitor nigerian (n. 1920)
The Notorious B.I.G. (Christopher George Latore Wallace), 24 ani, rapper american (n. 1972)
Hendrik Brugmans, 90 ani, politician din Țările de Jos (n. 1906)
Ronald Fraser, 66 ani, actor britanic (n. 1930)
Beate Fredanov, 83 ani, actriță română (n. 1913)
Fred Zinnemann, 89 ani, regizor american de origine austriacă, laureat al Premiului Oscar (n. 1907)
Victor Dumitrescu, 72 ani, fotbalist și antrenor român (n. 1924)
Willem de Kooning, 92 ani, artist american cu origine din Țările de Jos (n. 1904)
Romeo Vilara, 69 ani, jurnalist român (n. 1927)